# 14 Dywizja Polowa Luftwaffe
14 Dywizja Polowa Luftwaffe (niem. 14 Luftwaffe Feld Division) – utworzona na przełomie 1942 i 1943 r. z Flieger-Regiment 61. 
W styczniu 1943 r. dywizję pośpiesznie przerzucono do Norwegii w okolice Bergen, gdzie zastąpiła 196 Dywizję Piechoty wysłaną na front wschodni. W listopadzie 1943 roku została przemianowana (jak wszystkie dywizje polowe Luftwaffe) na 14 Feld Division (L) i przydzielona do wojsk lądowych. Po krótkim pobycie w Danii w 1944 r. powróciła do Norwegii i pełniła służbę na północy kraju. Nigdy nie brała udziału w walkach, dzięki czemu jako jedna z nielicznych dywizji polowych Luftwaffe, przetrwała do końca wojny.

## Skład bojowy dywizji (1942)
- 27 pułk strzelców Luftwaffe
- 28 pułk strzelców Luftwaffe
- 14 polowy pułk artylerii Luftwaffe
- 14 polowy batalion cyklistów Luftwaffe
- 14 polowy batalion niszczycieli czołgów Luftwaffe
- 14 polowa kompania inżynieryjna Luftwaffe
- 14 polowa kompania łączności Luftwaffe
- 14 polowe dywizyjne oddziały zaopatrzeniowe Luftwaffe

## Dowódcy dywizji
- Generalleutnant Günther Lohmann (od 28 listopada 1942)
- Generalleutnant Wilhelm Richter (od 1 lutego 1945)